# Су-29
Су-29 — двомісний спортивно-пілотажний літак розробки ОКБ Сухого.

## Історія
У 1990 році в ОКБ Сухого були розпочаті роботи з проєктування двомісного навчально-тренувального та спортивного літака Су-29, який став би подальшим розвитком Су-26М.
У 1991 році почалося спорудження двох прототипів літака, які призначалися для проведення льотних випробувань. Додатково були побудовані ще два прототипи — для статвипробувань. Наприкінці 1991 були проведені перші дослідні польоти прототипу Су-29, а вже в травні 1992 року відбувся політ першої серійної машини. У 1994 році був створений дослідний Су-29КС, який оснастили катапультними кріслами СКС-94, розробки об'єднання «Зірка». Серійна модифікація цього літака з даними кріслами отримала позначення Су-29М.
До теперішнього часу випущено понад 60 літаків типу Су-29. Вони експлуатуються в Росії, Австралії, Великої Британії, США, ПАР та інших країнах як навчально-тренувальні літаки. У 1997 році ВПС Аргентини ухвалили рішення про закупівлю семи літаків Су-29 для підвищення підготовки льотчиків. На аргентинських літаках встановлено гвинт німецького виробництва, новий ліхтар кабіни екіпажу, виготовлений у Швеції, колеса шасі й авіоніка (зокрема, приймач супутникової навігаційної системи GPS) виробництва США.

## Модифікації
| Назва моделі | Короткі характеристики, відмінності.                  |
| ------------ | ----------------------------------------------------- |
| Су-29КС      | Дослідний Су-29 з катапультним кріслом СКС-94 (1994). |
| Су-29М       | Серійний Су-29 з катапультним кріслом СКС-94.         |
| Су-29AR      | Модифікація для ВПС Аргентини.                        |

## Льотно-технічні характеристики
| Характеристика                                 | Показник   |
| ---------------------------------------------- | ---------- |
| Виробник                                       | ОКБ Сухого |
| Двигун                                         | 1хПД М-14П |
| Розмах крила                                   | 8,20 м     |
| Довжина                                        | 7,29 м     |
| Висота                                         | 2,74 м     |
| Площа крила                                    | 12, 24 м2  |
| Вага порожнього літака                         | 735 кг     |
| Нормальна злітна маса                          | 862 кг     |
| Екіпаж                                         | 2          |
| Максимально допустима швидкість:               | 450 км/год |
| Максимальна швидкість горизонтального польоту: | 385 км/год |
| Дальність польоту                              | 1200 км    |
| Максимальна швидкопідйомність                  | 1600 м/хв  |
| Практичний потолок                             | 4000 м     |
| Макс. експлуатаційна перевантаження            | 12         |